# České písně (tom wierszy Josefa Václava Sládka)
České písně – cykl wierszy czeskiego poety Josefa Václava Sládka, opublikowany w 1907 w tomie jego dzieł zebranych. Cykl został zadedykowany szkockiemu przyjacielowi autora, Johnowi Muirowi. Składa się z dwudziestu siedmiu utworów. Zebrane w cyklu wiersze zostały napisane przy użyciu różnych form wersyfikacyjnych. Poeta wykorzystał metrum trocheiczne i jambiczne, jak też zastosował różne strofy, dystych (Naše země), czterowiersz (Českým dětem), sekstynę (Osmý listopad), siedmiowiersz (Od českých hor), strofę ośmiowersową (Na přední stráži, Nad rakví bojovníka, Jsme k boji odsouzeni) i strofę dziewięciowersową (Svatý kraj).